# Рюмін Андрій Олексійович
Андрі́й Олексі́йович Рю́мін — підполковник медичної служби Збройних сил України.
Побував у миротворчих місіях ООН в Іраці (2003 рік) та Ліберії (56-й окремий вертолітний загін, 2013 рік), Демократичній Республіці Конго (18-й окремий вертолітний загін, 2015 рік).
В зоні бойових дій перебував з 20 травня по 9 серпня. Разом із бійцями 72-ї механізованої бригади три тижні провів у оточенні поблизу Червонопартизанська. Виконуючи службові обов'язки, врятував сотні поранених.

## Нагороди
21 серпня 2014 року — за особисту мужність і героїзм, виявлені у захисті державного суверенітету та територіальної цілісності України, вірність військовій присязі під час російсько-української війни, відзначений — нагороджений орденом Данила Галицького.